# Pfaffenhoffen

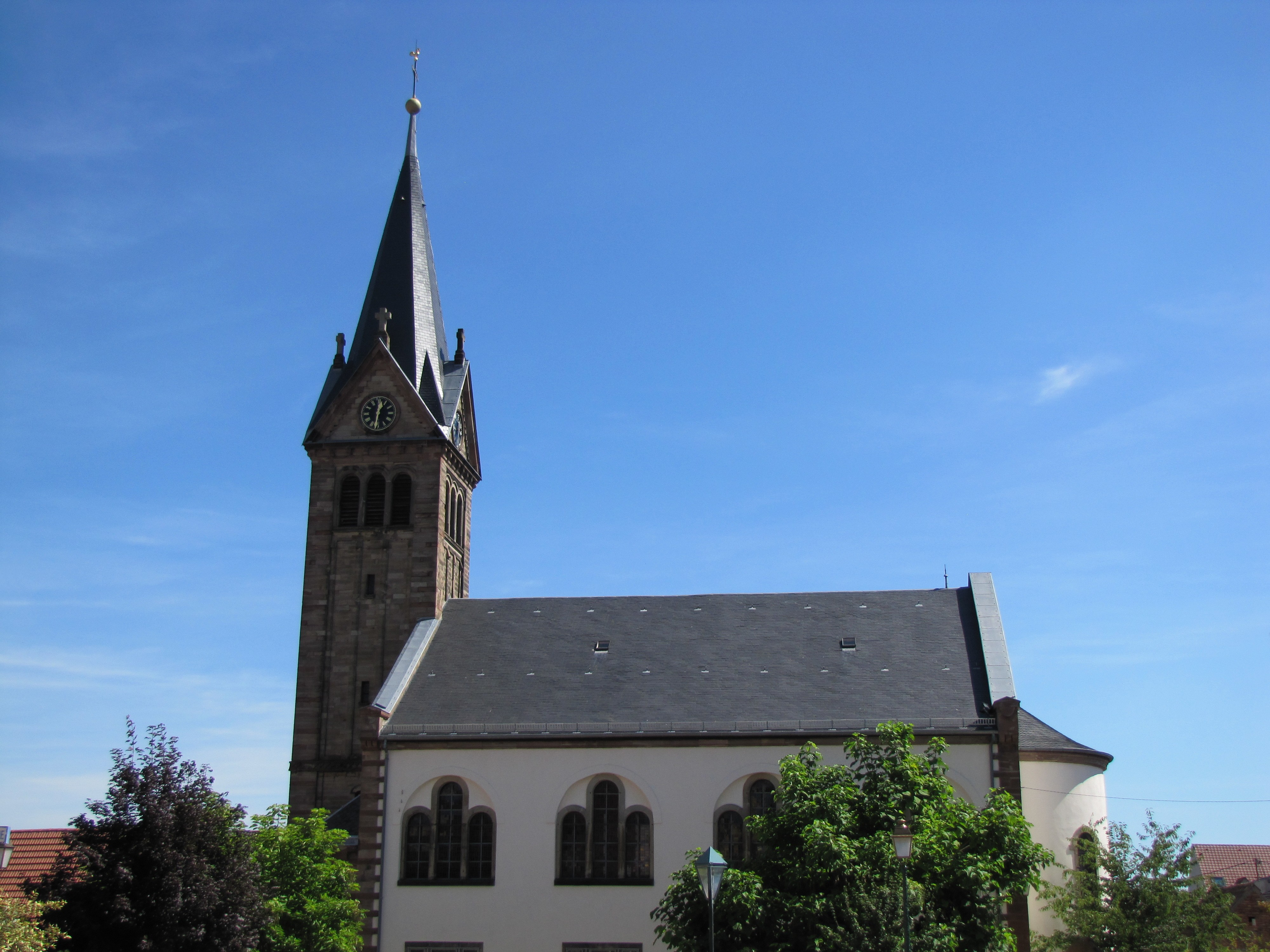
Evangelische Kirche

Pfaffenhoffen (elsässisch Pfaffhoffe, deutsch Pfaffenhofen) ist eine Commune déléguée in der französischen Gemeinde Val-de-Moder mit 2.666 Einwohnern (Stand: 1. Januar 2021) im Département Bas-Rhin in der Europäischen Gebietskörperschaft Elsass und in der Region Grand Est.

## Geschichte

### Mittelalter
Noch vor 1289 kauften die Herren von Lichtenberg, zunächst zusammen mit den Herren von Ochsenstein, Pfaffenhofen. 1454 kam auch der ochsensteinische Anteil an Lichtenberg. 1471 schließlich kauften die Herren von Lichtenberg das letzte Viertel von Pfaffenhofen, das sich noch im Besitz einiger Bürger von Hagenau befand. Pfaffenhofen war ein Reichslehen. 1335 wurde eine Landesteilung zwischen der mittleren und der jüngeren Linie des Hauses Lichtenberg durchgeführt. Pfaffenhofen fiel dabei an Ludwig III. von Lichtenberg, der die jüngere Linie des Hauses begründete. Diese Landesteilung war auch Anlass für eine neue interne Organisation der Herrschaft Lichtenberg: Die Ämter Ingweiler und Buchsweiler der Herrschaft Lichtenberg neu organisiert werden. Dabei wurde unter anderem das Amt Pfaffenhofen ausgegliedert und verselbständigt, zu dem auch Pfaffenhofen als der namensgebende Ort und Sitz der Amtsverwaltung gehörte.
Anna von Lichtenberg (* 1442; † 1474), eine der beiden Erbtöchter Ludwigs V. von Lichtenberg (* 1417; † 1474) heiratete 1458 den Grafen Philipp I. den Älteren von Hanau-Babenhausen (* 1417; † 1480), der eine kleine Sekundogenitur aus dem Bestand der Grafschaft Hanau erhalten hatte, um heiraten zu können. Durch die Heirat entstand die Grafschaft Hanau-Lichtenberg. Nach dem Tod des letzten Lichtenbergers, Jakob von Lichtenberg, eines Onkels von Anna, erhielt Philipp I. d. Ä. 1480 die Hälfte der Herrschaft Lichtenberg. Zu dieser Hälfte gehörte auch Amt und Gemeinde Pfaffenhofen.

### Neuzeit
Graf Philipp IV. von Hanau-Lichtenberg (1514–1590) führte nach seinem Regierungsantritt 1538 die Reformation in seiner Grafschaft konsequent durch, die nun lutherisch wurde.
Durch die Reunionspolitik Frankreichs fielen 1680 erhebliche der im Elsass gelegenen Teile der Grafschaft Hanau-Lichtenberg unter die Oberhoheit Frankreichs. Dazu zählte auch Pfaffenhofen.
1736 starb mit Graf Johann Reinhard III. der letzte männliche Vertreter des Hauses Hanau. Aufgrund der Ehe seiner einzigen Tochter, Charlotte (* 1700; † 1726), mit dem Erbprinzen Ludwig (VIII.) (* 1691; † 1768) von Hessen-Darmstadt fiel die Grafschaft Hanau-Lichtenberg nach dort. Im Zuge der Französischen Revolution fiel dann der linksrheinische Teil der Grafschaft Hanau-Lichtenberg – und damit auch Pfaffenhofen – an Frankreich.
Seit dem 1. Januar 2015 gehört Pfaffenhoffen zum Arrondissement Haguenau-Wissembourg, vorher zum Arrondissement Saverne.
Während des Zweiten Weltkrieges wurden 1940 unter deutscher Besatzung die im Ort verbliebenen jüdischen Einwohner nach Südfrankreich deportiert. Elf ehemalige Einwohner wurden Opfer des Holocaust.
Die Gemeinde Pfaffenhoffen wurde mit Wirkung vom 1. Januar 2016 mit den früheren Gemeinden Uberach und La Walck zur Commune nouvelle Val de Moder zusammengelegt.

### Bevölkerungsentwicklung
| 1798 | 1962 | 1968 | 1975 | 1982 | 1990 | 1999 | 2005 | 2013 |
| ---- | ---- | ---- | ---- | ---- | ---- | ---- | ---- | ---- |
| 1028 | 1802 | 2098 | 2306 | 2261 | 2285 | 2468 | 2677 | 2794 |

### Juden in Pfaffenhoffen
Der erste Nachweis über Juden in Pfaffenhoffen stammt aus dem Jahr 1594, viel später als in Bouxwiller oder Neuviller, wo Juden ab dem Beginn des 14. Jahrhunderts nachgewiesen sind. Bis zu den Verwüstungen 1673/74 und den Verfolgungen 1678 war die Gemeinde zahlreich, danach lebten nur noch wenige Juden in Pfaffenhoffen. 1702 gab es drei Familien, 1723 zehn Familien. In der Volkszählung 1784 wurden 84 Personen in 17 Familien erfasst. 1791 wurde die Synagoge erbaut. Vor dem Ersten Weltkrieg lebten 132 Juden in Pfaffenhoffen. Im Jahr 1894 belief sich das Budget der Gemeinde auf 1297 Mark, relativ viel. Während der deutschen Besatzung von 1940 bis 1944 flohen die meisten Juden oder wurden deportiert, es kehrten nach dem Krieg nur zwei Familien zurück.

## Bauwerke
- Evangelische Kirche, erbaut 1885

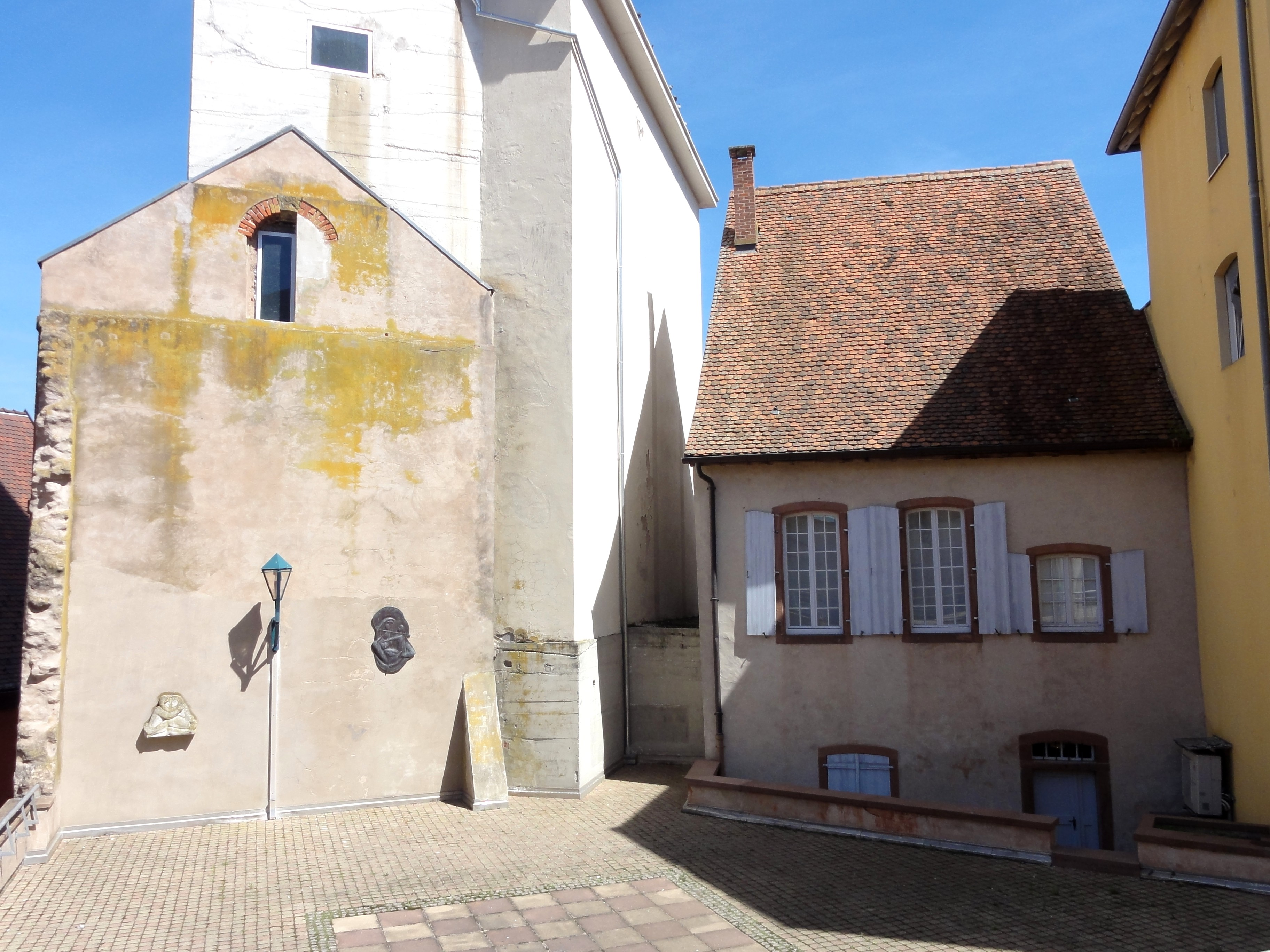
Ehemalige Synagoge

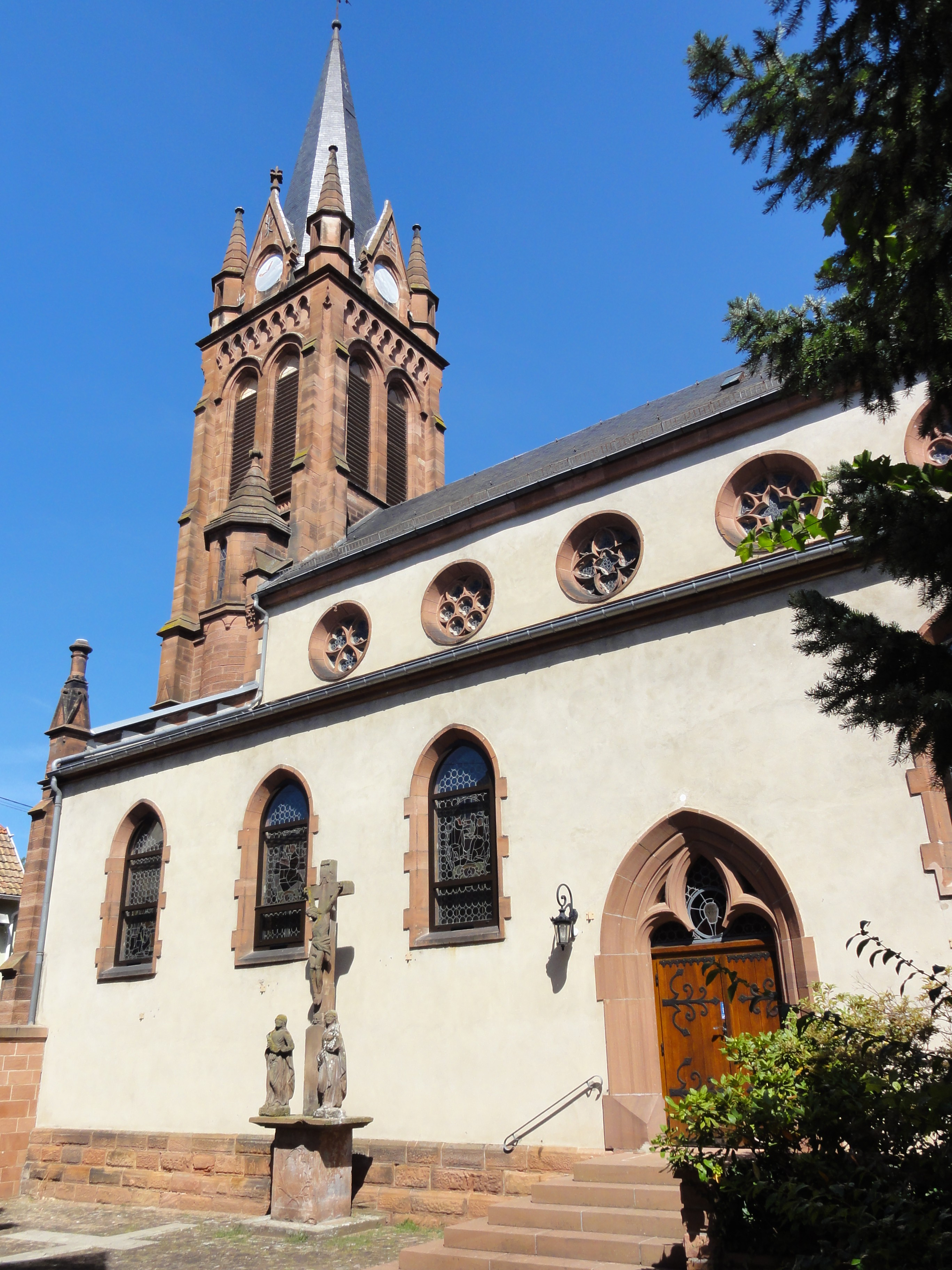
Römisch-katholische Kirche St. Peter und Paul

- Ehemalige Synagoge aus dem Jahr 1791
- Das Musée de l’image populaire de Pfaffenhoffen, ein Museum, das vor allem den Renaissancestil der Malerei präsentiert

## Persönlichkeiten
- Pantaleon Blasius (um 1520–nach 1560), protestantischer Geistlicher und Reformator, Pfarrer von Pfaffenhoffen
- Gottfried Jakob Schaller (1762–1831), protestantischer Geistlicher und Autor, war von 1785 bis 1831 Pfarrer von Pfaffenhoffen.
- Albert Schweitzer (1875–1965), deutsch-französischer Arzt, evangelischer Theologe, Organist, Philosoph und Pazifist. Schweitzer war Bürger von Pfaffenhoffen. Nach ihm ist die Rue du Docteur Albert Schweitzer, ein Abschnitt der Departementsstraße D 919, benannt.
- Walter Biel (1933–2024), Schweizer Ökonom, Politiker (LdU) und Journalist
- Rémy Mahler (* 1956), elsässischer Orgelbauer mit Sitz in Pfaffenhoffen